# Iurieve, Putîvl
Iurieve (în ucraineană Юр'єве) este localitatea de reședință a comunei Iurieve din raionul Putîvl, regiunea Sumî, Ucraina.

## Demografie
Componența lingvistică a localității Iurieve
     Rusă (88,53%)
     Ucraineană (10,96%)
     Alte limbi (0,34%)
Conform recensământului din 2001, majoritatea populației localității Iurieve era vorbitoare de rusă (88,53%), existând în minoritate și vorbitori de ucraineană (10,96%).